# Samsung Galaxy M21
El Samsung Galaxy M21 es un teléfono inteligente Android de gama media desarrollado por Samsung Electronics como parte de la línea de teléfonos inteligentes de la serie Galaxy M en 2020. Se lanzó por primera vez el 18 de marzo de 2020 como sucesor del Galaxy M20 y Galaxy M30s. Viene preinstalado Android 10 con la capa de personalización One UI 2.0 de Samsung, que se actualizó a Android 12 con One UI 4.1.
El Samsung Galaxy M21 posee una versión mejorada de sí mismo, el Samsung Galaxy M21s, lanzado el 6 de noviembre de 2020.

## Especificaciones

### Hardware
El teléfono cuenta con un panel FHD+ Super AMOLED de 6,4 pulgadas con esquinas redondeadas, una relación pantalla-cuerpo del 91 % y una relación de aspecto de 19,5:9. El vidrio frontal está fabricado con Corning Gorilla Glass 3. Tiene un escáner de huellas dactilares montado en la parte trasera en la parte posterior de plástico de policarbonato.
El sistema de cámaras del teléfono es similar al Samsung Galaxy M30s. Consta de 3 cámaras traseras:
- Sensor principal de 48 MP, 1/2,0" con apertura de f/2,0, tamaño de píxel de 0,8 µm, campo de visión de 80°
- 8 MP, lente ultra gran angular de 1/4,0" con apertura de f/2,2, tamaño de píxel de 1,12 µm, campo de visión de 123°
- Sensor de profundidad de 5 MP con apertura f/2.2

Tiene un corte infinity-U en el frente de la pantalla que alberga una sola lente de cámara selfie de 20 MP con apertura f / 2.2. La cámara trasera es capaz de grabar videos de hasta 4K a 30 fps y la cámara frontal puede grabar videos de hasta 1080p a 30 fps.
Tiene una batería Li-Po de 6000 mAh que se carga mediante una carga rápida adaptativa de 15 vatios.

### Software
El teléfono viene con Android 10 y la capa de personalización One UI Core 2.0 de Samsung. El teléfono recibió la actualización One UI 3.0 basada en Android 11 el 27 de enero de 2021 y One UI 3.1 el 31 de marzo de 2021. El teléfono también figura en la lista de los teléfonos inteligentes Samsung lanzados después de 2019 que se han comprometido a recibir actualizaciones durante un mínimo de 4 años, sin embargo, sobre si las actualizaciones de seguridad comprometidas se traducirán en las próximas actualizaciones de la versión de Android, Samsung aún no lo ha aclarado.

## Variantes

### Galaxy M21s
El Samsung Galaxy M21s se comercializó el 6 de noviembre de 2020 y se diferencia del M21 principalmente en su diseño ligeramente revisado, por la cámara principal trasera de 64 megapíxeles con f/1.8 y la frontal de 32 megapíxeles, por la presencia del sistema de posicionamiento Galileo y por los diferentes colores disponibles. Se propone como una versión renombrada del Galaxy F41.

### Galaxy M21 2021 Edition
El Samsung Galaxy M21 2021 Edition es una revisión del modelo 2020, con solo diferencias marginales: tiene Android 11 con One UI Core 3.1, el diseño de la cámara ha cambiado ligeramente (ahora con una matriz más delgada), la cámara principal de 48MP ha sido actualizada y ahora consta de un sensor ISOCELL GM2, y el dispositivo es 0,1 mm más grueso y pesa 192 g.
Se presentó en India el 21 de julio de 2021 y estará disponible a partir del 26 de julio.